# Seližarovskij rajon
Il Seližarovskij rajon (in russo Селижаровский район?) è un rajon dell'Oblast' di Tver', nella Russia europea; il capoluogo è Seližarovo. Istituito nel 1929, ricopre una superficie di 3.098 chilometri quadrati.